# Умань (автовокзал)
Автовокзал «Умань» — комплекс споруд у місті Умань, який обслуговує пасажирів регіонального, міжрегіонального та міжнародного автобусного сполучення, з населеними пунктами Черкаської області, з цілим рядом обласних центрів України та іноземних країн. Є стратегічно важливим транзитним пунктом. Один із найзавантаженіших автовокзалів України.
Станція відіграє найважливішу роль у міжрегіональному та міжнародному сполученні, оскільки розташована на роздоріжжі автошляхів М05 (Київ — Одеса), який в Україні збігається з міжнародним автошляхом E95 (Санкт-Петербург — Одеса), та E50 (Ужгород — Довжанський) — Брест — Махачкала.
Є базовим автовокзалом для компанії «Круїз-Авто».

## Напрямки
- Київський (Київ, Чернігів, аеропорт «Бориспіль»<! --, Білорусь, Балтія, Росія-->)
- Черкаський (Черкаси, Корсунь-Шевченківський, Полтава, Харків)
- Вінницький (Вінниця, Ладижин, Ободівка, Хмільник, Могилів-Подільський, Хмельницький, Кам'янець-Подільський, Тернопіль, Львів, Чернівці, Івано-Франківськ, Калуш, Хуст, Житомир, Рівне, Луцьк, Ковель, Білорусь, Польща, Румунія, Чехія, Західна Європа)
- Одеський (Одеса, Білгород-Дністровський, Подільськ, Молдова, Румунія)
- Миколаївський (Миколаїв, Херсон)
- Кропивницький (Кривий Ріг, Дніпро, Запоріжжя, Донецьк)
- Приміське сполучення (Христинівка, Монастирище, Тальне, Бершадь, Новоархангельськ, Благовіщенське, Голованівськ, Жашків, Маньківка, Гайворон, Липовець, Теплик).

### Міжнародне сполучення
- Польща (Люблін, Варшава, Краків, Лодзь, Гданськ, Гдиня, Познань, Вроцлав, Щецин, Зелена Гура, Бидгощ, Катовиці, Слупськ, Колобжег, Плоцьк)
- Молдова (Кишинів, Тирасполь, Бендери)
- Румунія (Сучава)
- Литва (Вільнюс, Каунас, Клайпеда)
- Чехія (Прага, Брно, Оломоуць, Карлові Вари, Пльзень)
- Німеччина (Фрайбург, Кобленц, Нюрнберг, Штутгарт, Кіль)
- Італія (Болонья, Ліворно, Неаполь)
- Іспанія (Севілья).